# Schleswig-Holstein Gourmet Festival
Das Schleswig-Holstein Gourmet Festival (kurz SHGF) ist eine 1987 gegründete kulinarische Veranstaltungsreihe, die seitdem von der Kooperation Gastliches Wikingland e. V. durchgeführt wird. Die Saison des ältesten „Gourmetfestivals“ in Deutschland, laut Marco Polo Reiseführer das Aushängeschild der Feinschmeckerküche in Schleswig-Holstein, beginnt jeweils im September und endet im März des Folgejahres.

## Ablauf und Schwerpunkt
Je nach Anzahl der Mitgliedsbetriebe und somit Veranstaltungen wird es von bis zu 3000 Gästen besucht. Jede Veranstaltung findet in einem Mitgliedsbetrieb (Hotel/Restaurant) statt, in dem ein Gastkoch mit Unterstützung durch das Küchenteam des Hauses für das Menü des Abends verantwortlich ist. Die Gastköche variieren pro Saison. Der Schwerpunkt des Festivals liegt auf regionaler und saisonaler Küche mit Einbindung schleswig-holsteinischer Produkte.

## Geschichte

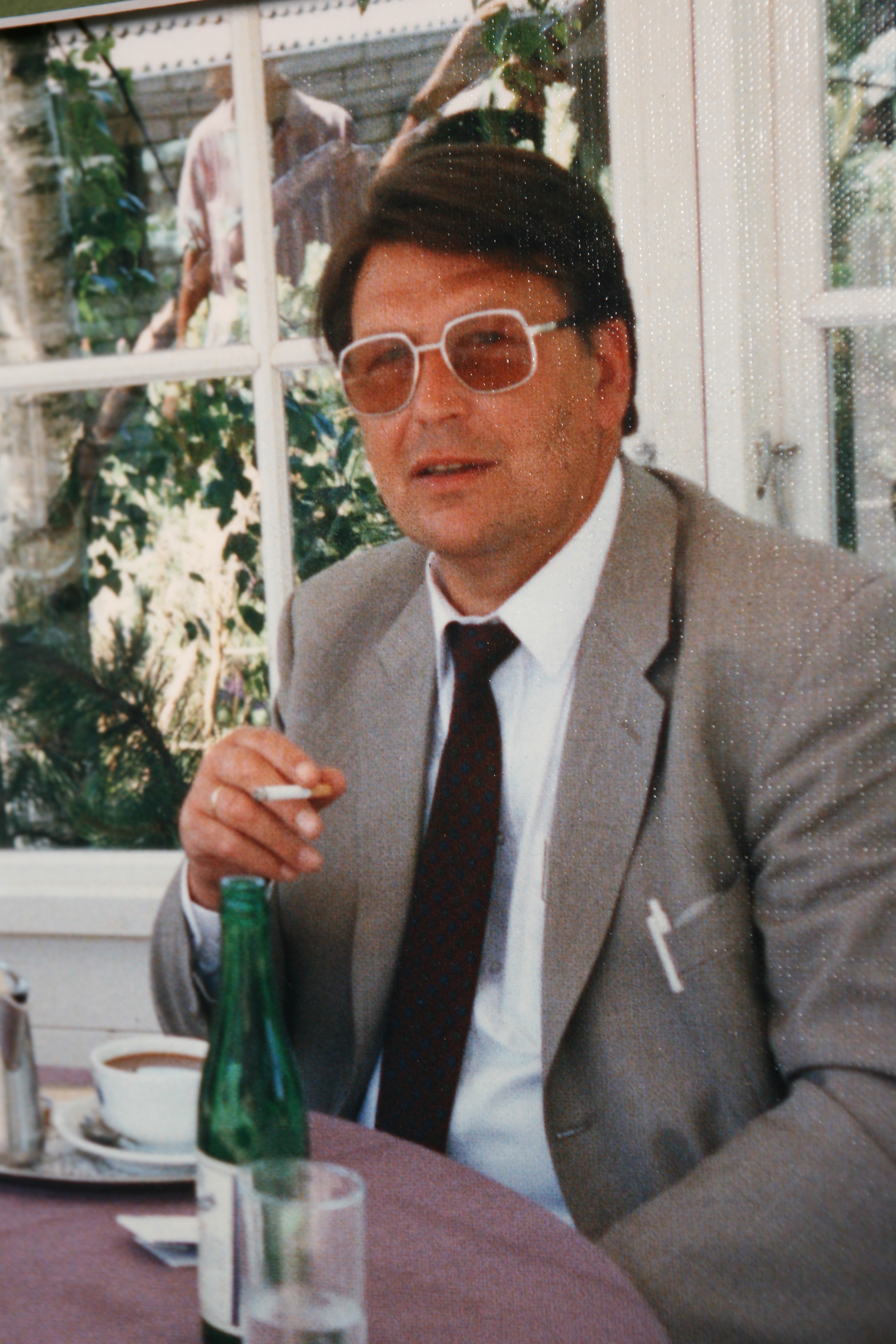
Hans Hansen-Mörck, 1986

Nach einer Idee von Gastronom Hans Hansen-Mörck (1933–1994) wurde 1987 die Kooperation Gastliches Wikingland e. V. zusammen mit elf weiteren Hoteliers und Gastronomen im Kreis Schleswig-Flensburg gegründet. Ziel war die Durchführung eines Schleswig-Holstein Gourmet Festivals. Das 1. Schleswig-Holstein Gourmet Festival fand im Historischen Krug in Oeversee statt. Aus diesem Anlass gab Hansen-Mörck ein Kochbuch heraus.  Die Präsidenten der Kooperation: Hans Hansen-Mörck (Oeversee), Franz-Dieter Weiß (Glücksburg), Heta Behmer (Schleswig) und seit 1991 Klaus-Peter Willhöft.
Die Kooperation gründete sich 1987 aus zwölf Betrieben, die damals die Gäste beim Schleswig-Holstein Musik Festival auf dem Lande bewirteten. 1989 erfolgte eine Ausdehnung auf ganz Schleswig-Holstein. Im Jahr 2020 zählten 16 Betriebe aus allen Teilen des Bundeslandes zur Kooperation, darunter die Gründungsmitglieder Ringhotel Waldschlösschen (Schleswig) und seit 2020 wieder dabei Hotel Wassersleben (Harrislee). 1987 blitzten über sieben Betrieben in Schleswig-Holstein acht Michelin-Sterne. 2020 zeichnete der Michelin Guide in Schleswig-Holstein drei Restaurants mit zwei Sternen und neun mit einem Stern aus. Das Schleswig-Holstein Gourmet Festival habe das nördlichste Bundesland, so der Nachrichtensender n-tv 2011, „zum Urlaubsziel für Feinschmecker gewandelt“. Es brachte dabei „frischen Wind in [die] norddeutsche Küche“ (Zeit Online 2005), die zuvor, was die Schleswig-Holsteiner Küche betrifft, als „schwer, fett [und] fantasielos“ (n-tv 2011) galt.
Im Jahr 2000 wurde die „Tour de Gourmet Jeunesse“ innerhalb des Schleswig-Holstein Gourmet Festivals neu eingeführt. Das Zielgruppenevent richtet sich an junge Feinschmecker zwischen 18 und 35 Jahren. Die Routen für das kommunikative Restaurant-Hopping ändern sich jährlich und führen zu zwei oder drei Mitgliedshäusern. In der 29. Saison des SHGF wurde mit der „Tour de Gourmet Solitaire“ ein neues Konzept für die große Zielgruppe der Alleinreisenden ab 40 Jahren etabliert. Auch hier ändern sich saisonal die Routen zu drei Mitgliedsbetrieben. Die Darbietungsformen der Gerichte ist in jedem Haus anders, um ein lockeres Kennenlernen untereinander zu erleichtern. Die Auftaktgala des Festivals läuft etwas anders ab als die regulären Veranstaltungen. International trendgebende Spitzenköche arbeiten mit Köchen aus den eigenen Mitgliedsbetrieben zusammen, um das 5-Gänge-Menü inklusive lockerer Desserparty zu einem kulinarischen Erlebnis zu machen.

## Gastköche
Zum 34. SHGF 2020/21 stehen 18 Gastköche aus Deutschland, Dänemark, Frankreich und der Schweiz an den Herden von 16 Mitgliedsbetrieben. Die Gastkochriege wechselt in jeder Saison – aus bewährten und neuen Küchenchefs.
Zu den Gastköchen, die am Schleswig-Holstein Gourmet Festival bisher auftraten bzw. auftreten, zählen unter anderem:
- Jacqueline Amirfallah
- Henri Bach[15]
- Wolfgang Becker[12]
- Boris Benecke
- Ingo Bockler
- Jean-Claude Bourgueil[15]
- Denis Feix
- Rolf Fliegauf
- Sebastian Frank (Koch)
- Tommy Fries
- Maria Groß
- Nils Henkel
- Sarah Henke
- Kenneth Toft-Hansen
- Dirk Hoberg[12]
- Jens Jakob[12]
- Thomas Kammeier

- Michael Kempf[12]
- Johannes King
- Kolja Kleeberg[12]
- Manuel Liepert
- Christian Lohse[15]
- Thomas Martin[12]
- Anna Matscher
- Peter Madsen
- Thomas Merkle
- René Mammen
- Marco Müller[12]
- Nelson Müller
- Hendrik Otto
- Cornelia Poletto[15]
- Michael Röhm
- Stefan Rottner
- Christoph Rüffer[12]
- Jörg Sackmann[12]
- Peter Scharff (Koch)
- Thorsten Schmidt
- Achim Schwekendiek
- Ronny Siewert
- Patrick Spies
- Diethard Urbansky[12]
- Joachim Wissler[15]
- Harald Wohlfahrt vom Restaurant Schwarzwaldstube im Hotel Traube in Baiersbronn-Tonbach, Gastkoch in der Orangerie im Maritim Seehotel am Timmendorfer Strand[11] seit 1990[12]
- Tristan Brandt
- Philipp Heid
- Tony Hohlfeld
- David Görne
- Rainer Gassner
- Philipp Stein
- Sonja Frühsammer
- Jens Rittmeyer
- Ralf Jakumeit
- Michael Hoffmann
- Titti Qvarnström
- Julia Komp
- Daniel Gottschlich
- Benedikt Faust
- Kirill Kinfelt

## Weblink
- Schleswig-Holstein Gourmet Festival auf der Website der Kooperation Gastliches Wikingland e. V.